# Naxi (Luzhou)

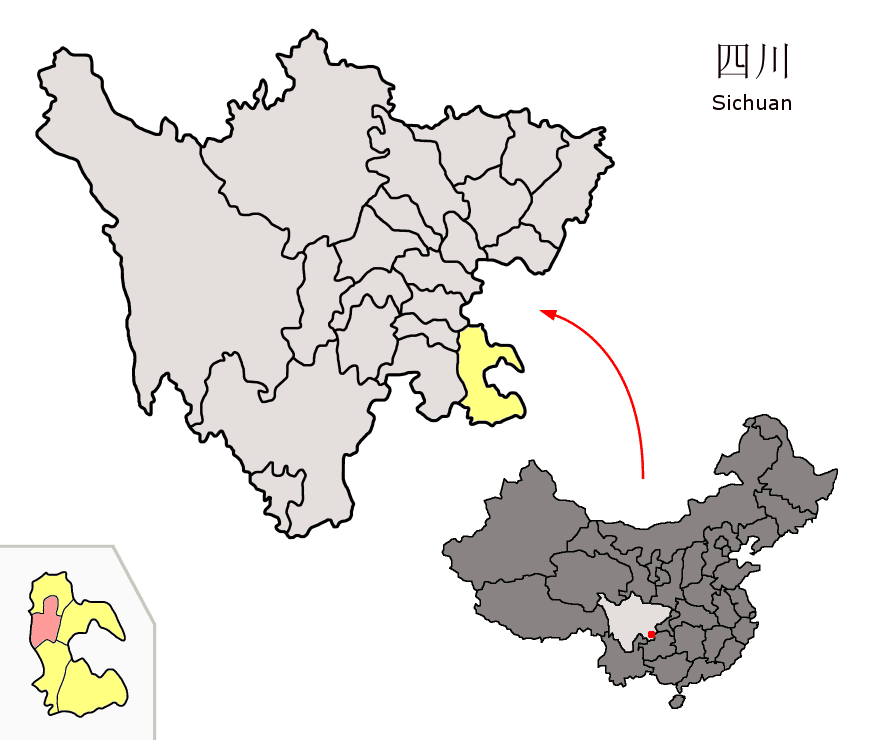
Lage der drei Stadtbezirke von Luzhou (rosa) im Gebiet der bezirksfreien Stadt Luzhou (gelb).

Der Stadtbezirk Naxi (纳溪区,  Nàxī Qū) ist ein Stadtbezirk der bezirksfreien Stadt Luzhou in der chinesischen Provinz Sichuan im Südteil des Sichuan-Beckens. Er hat eine Fläche von 1.106 Quadratkilometern und zählt 354.846 Einwohner (Stand: Zensus 2020).

## Administrative Gliederung
Auf Gemeindeebene setzt sich der Stadtbezirk aus einem Straßenviertel und zwölf Großgemeinden zusammen. 